# Niacina
Con il termine di niacina (lat. Acidum nicotinicum; vitamina PP, da Pellagra Preventis, o inglesizzato Pellagra-Preventing, o vitamina B3) si intendono due molecole tra loro simili: l'acido nicotinico (la niacina propriamente detta) e l'ammide di quest'ultimo, la nicotinammide (o niacinammide).

## Descrizione

NAD+/NADP+ formula di struttura

NADH/NADPH formula di struttura

La scoperta di tali composti deriva dalle ricerche svolte sulle cause della pellagra. Nei primi del XX secolo si scoprì che tale patologia viene causata da un apporto insufficiente di un certo fattore che venne, poi, identificato nel 1937 dallo statunitense Conrad Arnold Elvehjem e collaboratori i quali dimostrarono che l'acido nicotinico aveva la proprietà di guarire una malattia del cane nota per la sua sintomatologia come "black tongue" (lingua nera) e considerata da molto tempo equivalente alla pellagra umana. Il termine di «vitamina PP» deriva proprio da questi studi che ne rivelarono l'azione di prevenzione della pellagra (PP sta per Pellagra Preventing).
Sia l'acido nicotinico sia la nicotinammide sono derivati della piridina e sono solubili in acqua, resistenti al calore, alla luce, alle basi e all'ossigeno. L'acido nicotinico e la nicotinammide vengono anche chiamati niacina e niacinammide. Tale denominazione venne data affinché la gente non entrasse in confusione tra nicotina e acido nicotinico e pensasse che fumare fosse un'attività salutare.
L'acido nicotinico e la nicotinammide vengono assorbiti a livello dello stomaco e dell'intestino da un meccanismo di trasporto facilitato dipendente dal sodio, in caso di basse concentrazioni della vitamina, e da uno passivo, in caso di elevate quantità. Nell'organismo l'acido nicotinico viene convertito a nicotinammide. Nel fegato, entrambi i composti sono metabolizzati a piridone (N-metil-2-piridone-5-carbossammide) e N-metil-nicotinammide, i quali sono poi escreti con le urine.
Nei tessuti l'acido nicotinico può venir sintetizzato a partire dal triptofano, un amminoacido, attraverso la via delle chinurenine e dell'acido chinolinico. Anche i batteri intestinali possono contribuire a questo processo, sempre utilizzando il triptofano. In genere da 60 mg di triptofano si ottengono 1 mg di acido nicotinico. Ciò può in parte compensare eventuali bassi livelli di assunzione di vitamina PP, anche se ciò non sembra poter essere sufficiente per eliminare completamente questo composto dalla dieta. La nicotinammide è un componente fondamentale di due molecole coenzimatiche:
- la nicotinammide adenina dinucleotide (NAD)
- la nicotinammide adenina dinucleotide fosfato (NADP)

Il NAD viene sintetizzato, nell'organismo, da tre diverse vie che coinvolgono, rispettivamente, l'acido nicotinico, la nicotinammide e l'acido chinolinico. Il NADP, invece, viene ottenuto attraverso il legame tra un gruppo fosfato e il gruppo OH del NAD. Sia il NAD sia il NADP vengono coinvolti in molteplici reazioni di ossidoriduzione di vie sia cataboliche sia anaboliche, fungendo da accettori di uno ione idruro (H-), che viene ottenuto da reazioni catalizzate da deidrogenasi piridiniche (una classe di enzimi). Lo ione idruro viene posizionato su C4 della nicotinammide. Poiché tali reazioni sono reversibili e sono dipendenti dal pH, ne consegue che NADH e NADPH possono anche venir ossidati a seconda delle necessità.
Il fatto che NADH e NADPH abbiano un picco di assorbimento a 340 nm, mentre NAD e NADP non lo hanno, facilita la misura delle velocità delle reazioni in cui tali molecole intervengono. Il NAD viene utilizzato anche come substrato da tre classi enzimatiche, due delle quali sono capaci di scindere il legame tra la nicotinammide e il ribosio e di trasferire il ribosio adenosindifosfato alle proteine (la mono-ADP-ribosiltrasferasi e la poli-ADP ribosio polimerasi) mentre la terza è in grado di generare ADP-ribosio ciclico, usato come secondo messaggero da parte delle cellule.

## Fonti alimentari
In genere le fonti alimentari vegetali presentano una maggior quantità di acido nicotinico, mentre quelle animali hanno più nicotinammide. Sono composti resistenti alla cottura, fatto salvo che possono facilmente disperdersi nel liquido di cottura. Di vitamina PP abbondano il lievito di birra e le carni. Al contrario, frutta, verdura e uova ne presentano basse quantità. Anche i cereali ne presentano buoni livelli.

## Carenza
La carenza di vitamina PP si verifica in persone che assumono insufficienti quantitativi di essa e di triptofano. La manifestazione di tale insufficiente apporto va sotto il nome di pellagra. In genere tale patologia ha inizio con problemi all'apparato gastrointestinale cui poi si aggiunge una dermatite fotosensibilizzante. Si hanno anche disturbi mentali con stanchezza, depressione e disturbi della memoria. Per tutto l'Ottocento ampie fette della popolazione povera europea ha sofferto di questa malattia in quanto l'alimentazione di base era composta da prodotti a base di farina di mais non trattata con alcali (ad esempio la polenta) in cui la Niacina è legata ad altre molecole che ne impediscono l'assorbimento da parte del corpo di mammiferi non ruminanti.

## Assunzione e tossicità
Poiché, come già detto precedentemente, il triptofano può fungere da precursore dell'acido nicotinico, viene valutato il fabbisogno di entrambi ed esso viene espresso sotto forma di Niacina Equivalenti (60 mg di triptofano = 1 mg di niacina). Attualmente viene consigliata una dose giornaliera di Niacina Equivalenti di 13 mg per un adulto che utilizza circa 2.000 kcal e di 20 mg per uno che usa circa 3.000 kcal. L'assunzione di elevate dosi di acido nicotinico (1,5-3 g/die) è in grado di ridurre i livelli di colesterolo LDL e di trigliceridi plasmatici (per inibizione della lipolisi epatica) e di aumentare, nel contempo, la quota di colesterolo HDL. L'acido nicotinico, se utilizzato a dosaggi adeguati, è in grado di ridurre di circa il 20% i livelli plasmatici della Lipoproteina(a) Lp(a) il cui innalzamento è potenziale rischio cardiovascolare. I principali effetti collaterali che si possono verificare sono quelli vasodilatatori con comparsa di vampate, eritema, prurito, dolore epigastrico, nausea, mal di testa e diarrea. Si sono anche avuti casi di epatotossicità, evidenziata da alterazione delle transaminasi. Esiste inoltre in commercio un derivato dell'acido nicotinico caratterizzato da minori effetti collaterali: l'acipimox. La nicotinammide, invece, non presenta effetti ipolipidemizzanti.
L’acido nicotinico non viene più utilizzato nel trattamento della dislipidemia perché si è visto che può causare diabete mellito.
L'accumulo di un prodotto di degradazione della niacina integrata con supplementi, il 4PY, è stato associato a un rischio maggiore di sviluppare malattie cardiovascolari, tra cui infarti, ictus e altri eventi cardiaci avversi.